# Reserva Ecológica "La Saladita"
La Reserva Ecológica "La Saladita" se encuentra ubicada en la localidad de Sarandí, partido de Avellaneda. Posee una extensión de aproximadamente 10 has, de las cuales 7,5 has pertenecen a la laguna de origen antrópico. La misma se encuentra rodeada de vegetación ribereña, matorrales, arbustales, pastizales y un monte de espinillos y algarrobos blancos. Es un espacio ideal para la observación de aves ya que hasta el momento se han encontrado más de 100 especies diferentes.
Dentro de la reserva además funciona la Escuela Municipal de Canotaje de Avellaneda. En la misma se practican diversos tipos de actividades y deportes acuáticos como: kayak, canotaje y kayak-polo.
Depende de la Municipalidad de Avellaneda y fue creada por Ordenanza Municipal N° 9676. 